# Bettina Zipp
Bettina Zipp (nach Heirat Bettina Augenstein; * 29. April 1972 in Heidelberg) ist eine ehemalige deutsche Sprinterin.
Bei den Europameisterschaften 1994 in Helsinki gewann sie in der 4-mal-100-Meter-Staffel mit der deutschen Mannschaft (Melanie Paschke, Zipp, Silke-Beate Knoll, Silke Lichtenhagen) die Goldmedaille in 42,90 s. Beim 100-Meter-Lauf dieser Europameisterschaften schied sie im Halbfinale aus.
1991 war Bettina Zipp in 11,62 s Dritte der Junioreneuropameisterschaften. Bei den Weltmeisterschaften 1993 in Stuttgart belegte sie in der 4-mal-100-Meter-Staffel Platz fünf (42,79 s).
Bettina Zipp gehörte von 1991 bis 1995 dem TV Schriesheim an. 1996 wechselte sie zum TV Wattenscheid 01 und wurde mit der 4-mal-200-Meter-Staffel Deutsche Hallenmeisterin. In ihrer Wettkampfzeit war sie 1,68 m groß und 59 kg schwer.

## Persönliche Bestzeiten
- 100 m: 11,39 s, 1. Juli 1994, Erfurt
- 200 m: 23,21 s, 3. Juli 1994, Erfurt